# Ludwig Feuerbach
Ludwig Andreas Feuerbach, född 28 juli 1804 i Landshut, död 13 september 1872 Rechenberg (som sedan 1899 är ett distrikt i Nürnberg), var en tysk filosof. Han var son till Paul Johann Anselm von Feuerbach och farbror till Anselm Feuerbach.
Feuerbach påverkades av och studerade hos Friedrich Hegel. För Hegel hade tillvarons kärna varit världsanden; för Feuerbach var den i stället naturen. Människan är en naturvarelse och hennes kroppsliga sinnen är hennes enda kunskapskälla. Föreställningen om det gudomliga är endast projektioner av människans sinnliga villkor; fysiologin är närmast en vetenskap som bildar förklaringsgrund för hela tillvaron. Feuerbach konstaterar, med en tysk ordvits: "Man är vad man äter" (Man ist, was man isst).
Feuerbach ser religionen som kommen ur lycklighetsdrift och egenkärlek, som ställer sig i vägen för en rent teoretisk insikt av "sanningen". Människans föreställning om en fullkomlig gud är egentligen en föreställning av det egna släktets viktigaste egenskaper, som exempelvis godhet och kärlek. Gud ses som summan av mänsklighetens allra högsta ideal. Enligt Feuerbach är det inte "Gud som skapat människorna, utan människorna som skapat Gud". Religionen är en mänsklig uppfinning, med Jesus som uttryck för idealmänniskan.

## Utmärkelser
Asteroiden 7099 Feuerbach är uppkallad efter honom.